# Tremont (microarquitectura)
Tremont és una microarquitectura per a Atom, Celeron i Pentium de baix consum, processadors de marca Silver utilitzats en sistemes en xip (SoC) fabricats per Intel. És el successor de Goldmont Plus. Intel va llançar oficialment la plataforma Elkhart Lake amb 10 nm Tremont core el 23 de setembre de 2020. Intel va llançar oficialment la plataforma Jasper Lake amb 10 nm, Tremont core l'11 de gener de 2021.

## Disseny
Tremont és la tercera generació de microarquitectura Atom de baixa potència fora d'ordre dissenyada per a ordinadors d'escriptori i portàtils de nivell d'entrada. Tremont està construït el procés de 10 nm de fabricació i admet fins a 24 nuclis. Inclou Intel d'arquitectura gràfica Gen11 d'Ice Lake.
La microarquitectura Tremont proporciona les millores següents respecte a Goldmont Plus:
- Unitat de predicció de branques millorada.
  - Augment de la capacitat amb predicció condicional i indirecta millorada basada en el camí.
  - Nou buffer de pila de retorn compromès.
- Novel·la canalització d'obtenció i descodificació de front-end fora de comanda agrupada en 6 amples.
  - ICache bancària amb lectura dual de 16B.
  - Dos grups de descodificació de 3 amples que permeten fins a 6 instruccions per cicle.
- Finestres fora de servei més profundes.
- 32 Memòria cau de dades KB.
- Tampons de càrrega i emmagatzematge més grans.
- Doble càrrega genèrica i canonades d'execució de magatzem amb capacitat per a 2 càrregues, 2 magatzems o 1 càrrega i 1 magatzem per cicle.
- Ports dedicats de dades d'emmagatzematge d'enters i vectors/coma flotant.
- Criptografia nova i millorada.
  - Noves instruccions de camp de Galois (GFNI).
  - Unitats AES duals.
  - Implementació SHA-NI millorada.
  - PCLMULQDQ més ràpid.
- Suport per a instruccions de bucle de rotació de baixa potència i latència de nivell d'usuari UMWAIT/UMONITOR i TPAUSE.

## Tecnologia
- procés de fabricació de 10 nm
- Arquitectura SoC (Sistema en un xip).
- Transistor tri-gate 3D
- 32 KB memòria cau de dades L1, més que 24 KB a Goldmont Més
- 1,5–4,5 Memòria cau L2 compartida MB per clúster de 4 nuclis, més que 4 MB a Goldmont Plus
- 4 Memòria cau L3 compartida MB
- Gen 11 GPU amb suport DirectX 12, OpenGL 4.6, Vulkan 1.3, OpenGL ES 3.2 i OpenCL 3.0.
- 10 Processadors d'escriptori W Thermal Design Power (TDP).
- Processadors mòbils de 6W TDP